# Gallium(I)-sulfid
Gallium(I)-sulfid ist eine anorganische chemische Verbindung des Galliums aus der Gruppe der Sulfide.

## Gewinnung und Darstellung
Gallium(I)-sulfid kann durch Reaktion von Gallium mit Gallium(II)-sulfid im Vakuum bei 710 °C oder mit Schwefelwasserstoff bei 1100 °C und vermindertem Druck gewonnen werden.
{\displaystyle \mathrm {Ga+GaS\longrightarrow Ga_{2}S} }
{\displaystyle \mathrm {2\ Ga+H_{2}S\longrightarrow Ga_{2}S+H_{2}} }

## Eigenschaften
Gallium(I)-sulfid ist ein grauer bis grauschwarzer Feststoff, der an Luft unter Abgabe von Schwefelwasserstoff langsam oxidiert und hydrolysiert. Er verfärbt sich dabei nach Grün. Die Verbindung hat eine variable Zusammensetzung zwischen Ga2S0,8 und Ga2S1,1. Sie besitzt ähnlich wie Gallium(II)-sulfid eine hexagonale Kristallstruktur. Sie zersetzt sich über 950 °C in Gallium und Gallium(II)-sulfid.
{\displaystyle \mathrm {Ga_{2}S\longrightarrow Ga+GaS} }